# Robert Neumann (scrittore)
Robert Neumann (Vienna, 22 maggio 1897 – Monaco di Baviera, 3 gennaio 1975) è stato un letterato e scrittore austriaco.

## Biografia
Robert Neumann nacque il 22 maggio 1897 a Vienna, figlio di uno dei fondatori del partito socialdemocratico austriaco.
Studiò medicina, chimica e germanistica e svolse numerose attività: impiegato di banca, commerciante, maestro di nuoto, marinaio sui mari d'Oriente, viaggiatore attraverso l'Europa, specialmente nei Balcani.
Avvicinatosi con successo alla letteratura, dovette esiliare dopo la presa del potere dei nazisti, perché era socialista ed ebreo, e quindi si trasferì in Inghilterra, dove proseguì la sua carriera letteraria, scrivendo alcuni volumi in lingua inglese, e prendendo la cittadinanza inglese.
Dimostratosi flessibile a tutte le esperienze letterarie del XX secolo, scrisse una quarantina di libri tra romanzi, novelle, biografie, e parodie letterarie;la propensione di farsi influenzare dallo stile altrui e l'inclinazione alla parodia, gli hanno diminuito le possibilità di creare uno stile personale e opere completamente originali, che comunque si dimostrarono originali per la satira degli elementi linguistici di un ceto o di un tipo umano.
La sua opera più importante, il romanzo Carriera (Karriere, 1931), incentrato sulla narrazione della vita di una ballerina di caffè-concerto, dai primi passi nel mondo dello spettacolo fino al fidanzamento con un lord inglese, si dimostrò un piacevole scritto che utilizzò gli elementi e i luoghi comuni della letteratura contemporanea più diffusa.
Le sue opere più riuscite risultarono le interessanti parodie, tra le quali si possono menzionare: Con piume altrui (Mit fremden Federn, 1927-1955); Sotto falsa bandiera (Unter falschen Flagge, 1932).
Si tratta di opere ispirate dai grandi autori tedeschi (Thomas Mann, Rainer Maria Rilke, Alfred Döblin, Gottfried Benn, Bertolt Brecht, Heinrich Böll, ecc.) e stranieri (Ernest Hemingway, André Gide, Alberto Moravia, Jean-Paul Sartre, Albert Camus), che individuano con precisione le caratteristiche dei differenti stili e costituiscono quasi un metodo di critica della fenomenologia letteraria.
Tra le altre opere si possono citare i romanzi Festival (Festival, 1962) e Viaggio d'ottobre con un'amante (Oktoberreise mit einer Geliebten, 1970); la parodia 2×2=5 (1974); il saggio Mai più politica (Nie wieder Politik, 1969).
Fu anche uno scrittore di sceneggiature cinematografiche, noto per Il sultano rosso (1935), Il principe folle (1957) e La vita di Adolfo Hitler (1961).
Robert Neumann si sposò con Helga Heller, Evelyn Milda Wally Hengerer, Lore Franziska Stern e Stefanie Grünwald.
Robert Neumann morì il 3 gennaio 1975 a Monaco di Baviera.

## Opere
- Carriera (Karriere, 1931);
- Con piume altrui (Mit fremden Federn, 1927-1955);
- Sotto falsa bandiera (Unter falschen Flagge, 1932);
- Olympia, (1961);
- Festival (Festival, 1962);
- Mai più politica (Nie wieder Politik, 1969);
- Viaggio d'ottobre con un'amante (Oktoberreise mit einer Geliebten, 1970);
- Germania, i tuoi austriaci: Austria, i tuoi tedeschi (Deutschland, deine Österreicher: Österreich, deine Deutschen, 1970);
- Un figlio impossibile (Ein unmöglicher Sohn, 1972);
- 2x2=5 (1974).